# Aleš Urbánek
Aleš Urbánek (Slavičín, 25 maggio 1980) è un calciatore ceco, centrocampista del DAC Dunajská Streda.

## Carriera

### Club

#### Petržalka
L'ultima partita con il Petržalka risale al 30 maggio 2009 nella vittoria fuori casa per 0-3 contro lo Zlaté Moravce in cui ha anche segnato il primo gol della gara.

#### Slovácko
Debutta con lo Slovácko il 25 luglio 2009 nella sconfitta casalinga per 2-3 contro il Viktoria Plzeň dove subisce anche un'ammonizione al 49' minuto.

#### Senica
Debutta con il Senica il 16 luglio 2011 nella vittoria casalinga per 3-0 contro il Tatran Prešov.

## Palmarès

### Club

#### Competizioni nazionali
- Campionato ceco: 1

Sparta Praga: 2004-2005
- Supercoppa di Slovacchia: 1

Petržalka: 2005
- Campionato slovacco: 1

Petržalka: 2007-2008
- Coppa slovacca: 1

Petržalka: 2007-2008